# Frontstalag

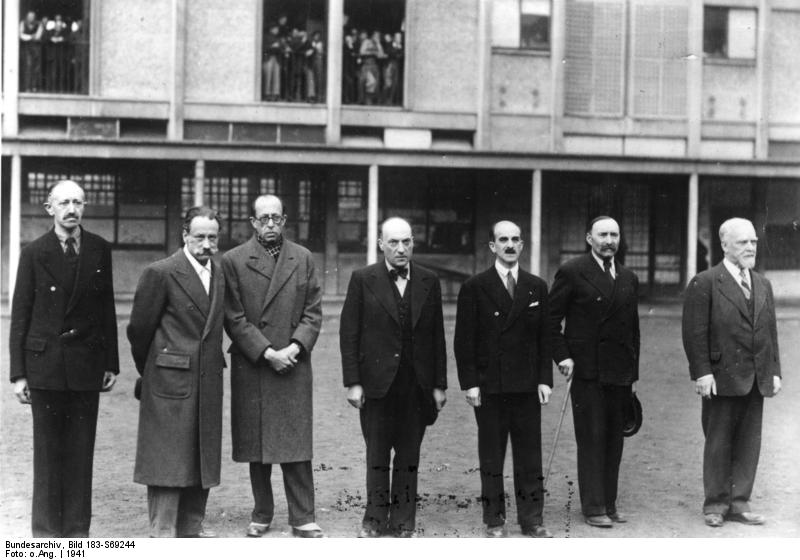
Foto uit het Duitse Staatsarchief Foto 183-S69244, interneringskamp Drancy (Frankrijk) 1941. Enkele Joodse advocaten die in die tijd in het kamp waren opgesloten. Van links naar rechts: de heren Weill, Valensi, Azoulay, Ulmo, Cremieux, Eduard Bloch en Pierre Mas

Frontstalags (Frontstammlager) waren interneringskampen die zich gedurende de Tweede Wereldoorlog voornamelijk in de door de Duitsers bezette zone van Frankrijk bevonden. In deze kampen werden Joden, verzetsstrijders en andere vervolgden opgesloten om vervolgens te worden gedeporteerd naar concentratie- en vernietigingskampen zoals Auschwitz, Dachau, Mauthausen en Buchenwald.

## Frontstalags in Frankrijk
- Frontstalag 100 in Hazebroek, Noorderdepartement
- Frontstalag 101 in Cambrai, Noorderdepartement van 19 juli 1940 tot 13 maart 1941
- Frontstalag 102 in Lille, Noorderdepartement
- Frontstalag 111 in Drancy, Kamp Drancy, departement Seine-Saint-Denis
- Frontstalag 112 in La Celle-Saint-Cloud, departement Yvelines
- Frontstalag 120 in Mirecourt, departement Vosges
- Frontstalag 121 in Épinal, departement Vosges
- Frontstalag 122 in Chaumont, departement Haute-Marne van augustus 1940 tot juni 1941

- Frontstalag 122 in Compiègne, Royallieu, departement Oise van juni 1941 tot augustus 1944

- Frontstalag 123 in Langres, departement Haute-Marne
- Frontstalag 124 in Troyes, departement Aube
- Frontstalag 125 in Melun, departement Seine-et-Marne
- Frontstalag 130 in Caen, departement Calvados
- Frontstalag 131 in Saint-Lô, departement Manche
- Frontstalag 132 in Mayenne, departement Mayenne
- Frontstalag 133 in Rennes, departement Ille-et-Vilaine
- Frontstalag 134 in Saint-Brieuc, departement Côtes-d'Armor
- Frontstalag 135 in Quimper, departement Finistère
- Frontstalag 140 in Belfort, departement Territoire de Belfort
- Frontstalag 141 in Vesoul, departement Haute-Saône
- Frontstalag 142 in Besançon, departement Doubs
- Frontstalag 150 in Saint-Florentin, departement Yonne
- Frontstalag 151 in Montargis, departement Loiret
- Frontstalag 152 in Pithiviers, departement Loiret
- Frontstalag 153 in Orléans, departement Loiret
- Frontstalag 154 in Fourchambault, departement Nièvre
- Frontstalag 155 in Dijon (Longvic), departement Côte-d'Or
- Frontstalag 160 in Lunéville, departement Meurthe-et-Moselle
- Frontstalag 161 in Nancy, departement Meurthe-et-Moselle
- Frontstalag 162 in Toul (Dommartin-lès-Toul), departement Meurthe-et-Moselle
- Frontstalag 170 in Compiègne, departement Oise
- Frontstalag 171 in Rouen, departement Seine-Maritime
- Frontstalag 172 in Doullens, departement Somme
- Frontstalag 180 in Amboise, departement Indre-et-Loire
- Frontstalag 181 in Saumur, departement Maine-et-Loire
- Frontstalag 182 in Savenay, departement Maine-et-Loire
- Frontstalag 183 in Hennebont, departement Morbihan
- Frontstalag 183 A in Châteaubriant, departement Loire-Atlantique
- Frontstalag 184 in Angoulême, departement Charente
- Frontstalag 185 in Tourcoing, Noorderdepartement
- Frontstalag 186 in Lille, Noorderdepartement
- Frontstalag 190 in Charleville, departement Ardennes
- Frontstalag 191 in La Fère, departement Aisne
- Frontstalag 192 in Laon, departement Aisne
- Frontstalag 194 in Châlons-sur-Marne, departement Marne
- Frontstalag 195 in Sint-Omaars, departement Pas-de-Calais
- Frontstalag 200 in Évreux, departement Eure
- Frontstalag 201 in Alençon, departement Orne
- Frontstalag 202 in Chartres, departement Eure-et-Loir
- Frontstalag 203 in Le Mans (Mulsanne), departement Sarthe
- Frontstalag 204 in Péronne, departement Somme
- Frontstalag 210 in Straatsburg, departement Bas-Rhin
- Frontstalag 211 in Sarrebourg, departement Moselle
- Frontstalag 212 in Metz, departement Moselle
- Frontstalag 213 in Mulhouse, departement Haut-Rhin
- Frontstalag 220 in Saint-Denis, departement Seine-Saint-Denis
- Frontstalag 221 in Martignas-sur-Jalle (Camp de Souge), departement Gironde
- Frontstalag 221 in Saint Médard en Jalles, Gironde

- Frontstalag 221 W in Rennes, departement Ille-et-Vilaine

- Frontstalag 222 in Peyrehorade, departement Landes
- Frontstalag 230 in Poitiers, departement Vienne
- Frontstalag 231 in Airvault, departement Deux-Sèvres
- Frontstalag 232 in Luçon, departement Vendée
- Frontstalag 240 in Verdun, departement Meuse
- Frontstalag 241 in Saint-Mihiel, departement Meuse

## Weblinks
- (fr)  Liste der Frontstalags
- (fr)  Les Fronstalags, zie pagina cheminsdememoire.gouv.fr
- (en)  Liste und Bestehen der verschiedenen Fronstalags
- (fr)  Gefangener im Frontstalag 135 in Quimper (auf französisch: Prisonnier au Frontstalag 135 de Quimper)
- (fr)  Vereinigung zur Erinnerung an das Lager von Bayris - Bayonne (auf französisch: Collectif pour la mémoire du camp de Bayris - Bayonne)